# Sjef van Oekel
Sjef van Oekel is een fictief figuur gespeeld door Dolf Brouwers en komt voor in de televisieseries van Wim T. Schippers. Het personage werd later ook de hoofdrolspeler in een gelijknamige vedettestrip getekend door Theo van den Boogaard en geschreven door Wim T. Schippers.

## Oorsprong
Wim T. Schippers bedacht het figuur van Oekel in 1972 toen hij in België in Reet deze naam op een bedrijf in autoaccessoires had zien staan. Harry Touw, die het personage Fred Haché speelde, wees op zijn vriend Dolf Brouwers voor deze rol. Het personage heette toen nog S. van Oekel en het was Brouwers die hem Sjef doopte.

## Personage
Van Oekel gaat altijd gekleed in een zwart kostuum met vlinderstrik, draagt een grote zwarte bril en heeft een klein snorretje. Hij drukt zich vaak uit in archaïsmen en bedient zich van retoriek.

## Radio en televisie

### In de programma's van Wim T. Schippers
Het personage speelde in 1972 voor het eerst bijrolletjes in de televisieseries van Barend Servet. In de actualiteitenrubriek Achter het net van Barend Servet speelde hij een fritesbakker uit het Vlaamse Reet waarvan de frietkot in brand was gevlogen en hij met hulp van anderen een herstart maakte. Opvallend was dat Sjef hierbij met een overdreven sterk Vlaams accent sprak wat later niet meer het geval was.
Op 9 april 1973 werkte Brouwers als Sjef van Oekel, directeur van Radio Stereo Petat, mee aan een eenmalige uitzending van klassieke muziek door het Comité Nederland Muziek vanaf het sportvissersschip MV De Morgenster, als persiflage op de een week eerder aan de grond gelopen zeezender Radio Veronica.
Van Oekel werd al gauw erg populair, evenals zijn catchphrases onder meer "reeds", "pardon reeds", "dat ben ik dus", "ik word niet goed", "wat heb ik toch een afgrijselijk leven" en "gehaakte beddesprei". Onder studenten bereikte Sjef van Oekel een legendarische status door zijn herhaalde uitroep "Ik ben ook maar een eenvoudige boerenlul". Van Oekel zong ook geregeld enorm overdreven. Nationaal bekend werd hij met het lied "Zuurkool met vette Jus" (1973), dat hij vanachter een volgeladen tafel zong, waarna hij ten slotte ter aarde stortte te midden van de borden en schotels. Uit hetzelfde jaar dateert Juliana onze vorstin, een tekst van Schippers en Gied Jaspars; volgens de hoestekst van de single geschreven 'N.a.v. het 25-jarig jubileum van H.M. de Koningin'. Een ander bekend liedje was Gehaakte beddesprei.
Uiteindelijk kreeg hij in het seizoen 1974-'75 zijn eigen televisieprogramma Van Oekel's Discohoek, bedacht, geschreven, samengesteld en geregisseerd door Wim van der Linden, Wim T. Schippers en Ellen Jens. Daarin ontving hij Nederlandse en buitenlandse popartiesten die, overduidelijk playbackend, optraden. Regelmatig viel er een kantoorkast om of struikelde Van Oekel over een kabel, zodat het geluid uitviel. Na enige tijd beschouwden sommigen het als een eer om in het programma op te treden. Het optreden van de Amerikaanse Donna Summer met haar song The Hostage waarin zij halverwege een rinkelende telefoon opneemt, is legendarisch: assistent ir. Evert v.d. Pik pakt net voor haar de telefoon op en zegt na enig luisteren: Mevrouw, er is geloof ik telefoon voor u. Van Oekel was helemaal in vervoering van Donna Summer zelf. De zangeres zelf keek later, zo blijkt uit interviews, overigens met dankbaarheid erop terug. Het programma was eigenlijk een grote persiflage op het fameuze popprogramma AVRO's Toppop, waarbij het playback-karakter er wel heel dik bovenop lag.
Sommige uitzendingen speelden zich op locatie af en in een van de uitzendingen was een trein het decor waarbij Edwin Rutten voor de conducteur speelde en zeer tegen de zin van Harry Touw het lied Toch is 't klote zonder jou zong.
Nadat Van Oekel tijdens de uitzending op de dag voor kerst in 1974 niet goed werd en in de fietstas van zijn sidekick de boekhouder ir. Evert van der Pik (Jaap Bar) had gekotst, begon Henk van der Meyden een actie tegen het programma, mede omdat die dag op het andere net de EO uitzond met geestelijke liederen en miljoenen mensen hierdoor alleen Van Oekel als alternatief hadden, omdat er destijds maar twee netten waren. De lezers van het tijdschrift Muziek Expres verkozen Sjef van Oekel echter tot "Populairste tv-persoonlijkheid van 1974." In 1976 speelde hij mee in de Ondergang van de Onan (waarmee een passagiersschip werd bedoeld waarop alle personages in een zogenaamd toneelstuk nog eens in allerlei idiote situaties ten tonele verschenen).
In februari 1980 kwam Brouwers met Oei, oei, dat was lekker op de 23e plaats van de Nationale Hitparade terecht. Het singletje hield het vijf weken vol in de hitlijst.
In 1981 speelde Brouwers in de serie De lachende scheerkwast weer Van Oekel, opnieuw geschreven door Wim T. Schippers en in 1984 speelde hij de afscheidsrol als Sjef van Oekel in de serie Opzoek naar Yolanda, waarmee het tijdperk Van Oekel zo'n beetje werd afgesloten. Ook kwam de lp Voor en Na - Sjef van Oekel Greatest Hits uit.

## Stripreeks

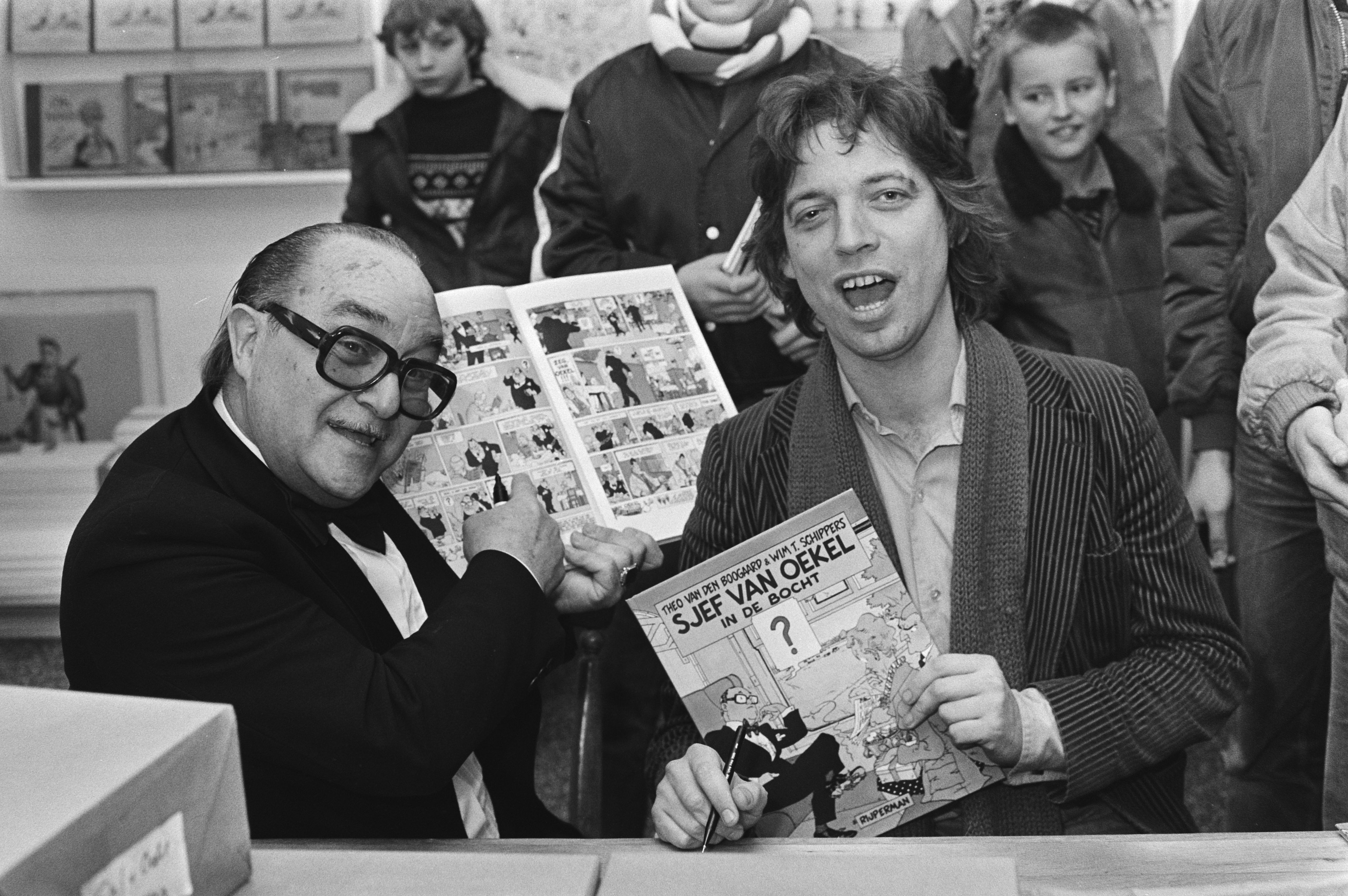
Sjef van Oekel en Theo van den Boogaard in stripwinkel Lambiek

Van Oekels populariteit vond in 1976 uiteindelijk zijn weg in een eigen vedettestripreeks, geschreven door Wim T. Schippers en getekend door Theo van den Boogaard. Deze stripreeks werd berucht omdat ze véél explicieter was dan de Van Oekel die op televisie verscheen. In de strips brengt Van Oekel de mensen om zich regelmatig in verlegenheid, maar komt zelf ook met de vreemdste en ongegeneerde mensen in contact. De mensen vereren hem soms (hij wordt o.a. aangezien voor Jezus en voor een bekende schrijver), zijn vaak woedend op hem (als hij bijvoorbeeld een auto-ongeluk veroorzaakt), maar zijn meestal te verbouwereerd om effectief te kunnen reageren. Elementen uit de Nederlandse samenleving worden op de hak genomen: zo zijn veel politieagenten homoseksueel (wat ze ook openlijk en zeer expliciet laten zien). In de reeks kwamen veel taboeonderwerpen voor, zoals religie, pornografie, scheldwoorden, pedofilie en prostitutie.
Er zijn zeven albums uitgekomen met langere en kortere verhalen, die in het tijdschrift Nieuwe Revu in voorpublicatie verschenen. Ze verkochten zeer goed en werden zelfs vertaald: onder de titel Léon Van Oukel in het Frans (later: Léon La Terreur), in het Duits (Julius Patzenhofer, later Leo, der Terrorist), Deens en Spaans.
Dolf Brouwers spande in 1989 een proces aan tegen Schippers en Van den Boogaard omdat hij geen cent inkomsten ontving aan de strips die hem bovendien erg oncomplimenteus afschilderden. Het tegenargument van Schippers was dat Sjef van Oekel een personage is dat door Schippers zelf is verzonnen. In 1991 besliste de rechter dat Brouwers niet langer mocht worden afgebeeld in ‘obscene of pornografische scènes’. Over de financiële vergoeding bereikten Schippers en Brouwers in 1992 een schikking, waardoor het hoger beroep geen doorgang hoefde te vinden.

### Lijst vanSjef van Oekelstripalbums
- Sjef van Oekel in de bocht
- Sjef van Oekel draaft door
- Sjef van Oekel zoekt het hogerop
- Sjef van Oekel raakt op drift
- Sjef van Oekel bijt van zich af
- Sjef van Oekel breekt door
- Sjef van Oekel slaat terug

## Trivia
- De gag waarin Sjef van Oekel werd berispt omdat hij in de trein zijn voeten op de bank legde ("Doet U dat thuis ook ?"/"Knipt U thuis ook kaartjes?") is gebaseerd op een scène met Edwin Rutten als zingende conducteur.
- Sjef van Oekel had een cameo in de stripreeks De Kiekeboes. In het album De anonieme smulpapen treedt hij op als "Chef van Ouquelle", waarin hij ook de catchphrases "Reeds" en "Ik word niet goed" uit.
- Sjef van Oekel heeft eveneens een cameo in deel 5 van Van Nul tot Nu. Op pagina 24 doet hij zich tegoed aan patat en junkfood.